# Phragmatobia ibarrae
Phragmatobia ibarrae är en fjärilsart som beskrevs av Marten 1956. Phragmatobia ibarrae ingår i släktet Phragmatobia och familjen björnspinnare. Inga underarter finns listade i Catalogue of Life.